# Simeão Uresis

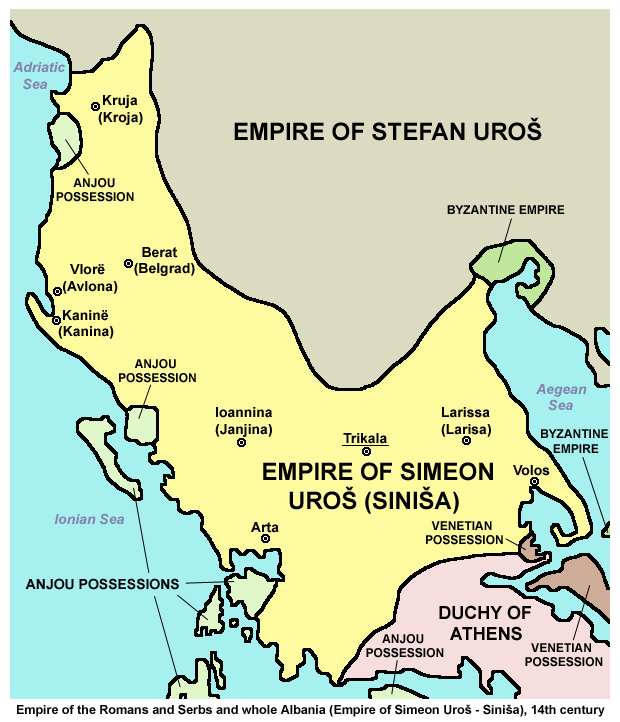
Mapa da região na época de Simeão demonstrando a extensão de seu auto-proclamado "império"

Simeão Nemânica, apelidado de Siniša (em sérvio: Симеон Урош Синиша Немањић; romaniz.: Simeão Uroš 'Siniša' Nemanjić), conhecido também em grego como Simeão Uresis Paleólogo (em grego: Συμεών Οὔρεσις Παλαιολόγος; romaniz.: Symeōn Ouresēs Palaiologos), foi um déspota do Epiro entre 1359 e 1366 e da Tessália de 1359 até sua morte em 1370. Governou o Epiro e a Acarnânia como vassalo de seu meio-irmão, o imperador da Sérvia Estêvão Uresis IV(r. 1331–1355) a partir de 1348. Depois da morte de Estêvão em 1355, Simeão governou essas regiões auto-proclamando-se "imperador dos sérvios e dos gregos" em disputa direta com seu sobrinho Estêvão V.

## Vida
Simeão Uresis, dito Siniša, era filho do rei Estêvão Uresis com sua segunda esposa Maria Paleóloga, filha do césar João Paleólogo, que era, por sua vez, neto do imperador Miguel VIII Paleólogo.
Seu meio-irmão Estêvão IV proclamou-se imperador em 1346 e conquistou o Epiro e a Acarnânia dois anos depois, nomeando Simeão governador e concedendo-lhe o título de déspota, tradicionalmente reservado aos irmãos e filhos mais novos dos imperadores bizantinos. Simeão consolidou sua posição com a autocracia local casando-se com Tomais Orsini, a filha do antigo monarca do Epiro, João II Orsini.
O governo relativamente pacífico de Simeão foi interrompido quando, logo depois da morte de Estêvão Uresis IV em 1355, seu cunhado, Nicéforo II Orsini, o deposto monarca do Epiro, reapareceu na Grécia e conseguiu o apoio da nobreza da Tessália e do Epiro. No ano seguinte, Nicéforo entrou no Epiro e forçou Simeão a fugir para Castória, onde ele se auto-proclamou "imperador dos sérvios e dos gregos" em oposição ao sobrinho Estêvão V. Embora ele tenha sido apoiado por alguns importantes magnatas como João Comneno Asen (o irmão da viúva de Estêvão), Simeão foi rejeitado pela nobreza sérvia propriamente dita e da Macedônia.
Depois de ter sido forçado a desistir de sua tentativa de invadir Zeta (moderno Montenegro) em 1358, Simeão desistiu também de tentar assumir o trono da Sérvia. No ano seguinte, porém, Nicéforo II Orsini foi morto numa escaramuça contra tribos albanesas, o que lhe apresentou uma oportunidade. Ele rapidamente invadiu a Tessália e foi reconhecido como seu governante em 1359. Em seguida, invadiu o Epiro, onde as cidades, ameaçadas pelos clãs albaneses que haviam tomado toda a zona rural, também reconheceram sua autoridade.
Quando Simeão estava no Epiro, Radoslau Hlapen de Edessa tentou tomar-lhe a Tessália em nome de seu enteado, Tomás Preljubović. Simeão foi forçado a diminuir suas perdas e reconheceu as conquistas de Radoslau, entregando-lhe ainda Castória e casando sua filha Maria com Tomás. Hlapen, por sua vez, reconheceu a suserania de Simeão em pelo menos uma destas regiões e acabou sendo-lhe útil ao formar um estado tampão entre o Epiro e os nobres sérvios mais ao norte. Simeão estabeleceu-se em Trícala, na Tessália, e passou o resto da década reinando em relativa paz. Ele logo reconheceu dois dos líderes albaneses no Epiro, João Bua Espata e Pedro Losha, como déspotas de Arta e Angelocastro. Em 1366, ele entregou Joanina, sua última grande possessão no Epiro, ao seu genro, Tomás, que passou a governar como déspota vassalo.
Em Trícala, Simeão presidiu sobre uma corte de nobres bizantinos, sérvios e albaneses, mas demonstrou clara preferência pelos parentes bizantinos de sua esposa. Lá, fundou e presenteou ricamente os mosteiros de Meteora. Simeão morreu em algum momento entre 1369 e 1371.

## Família
De seu casamento com Tomais Orsini, Simeão Uresis teve três filhos:
- João Uresis, que o sucedeu como governante da Tessália.
- Estêvão Uresis, governador de Farsala.
- Maria, que se casou com Tomás Preljubović, seu sucessor no Epiro.